# تسولرنالبکرایس
تسولرنالبکرایس (به آلمانی: Zollernalbkreis) یک منطقهٔ روستایی و rural district of Baden-Württemberg در آلمان است که در توبینگن واقع شده‌است.

## خصوصیات
تسولرنالبکرایس ۱۹۳٬۵۵۲ نفر جمعیت دارد.